# Монокини
Монокини је женски купаћи костим из једног дела. Настао је одбацивањем горњег дела купаћег костима познатог под називом бикини. Настао је шездесетих година двадесетог века. Креатор је био Руди Гернрајх. На први модним ревијама манекенке су, од стида, скривале своја лица. Но веома брзо је прихваћен од грађанства. Неки лекари напомињу опасности од сунчања женских груди због нежне коже, која целе године није изложена сунцу. Даљом еволуцијом монокинија је настала танга.